# Ş

Ilustrace

Ş (minuskule ş) je písmeno latinky. Vyskytuje se v turečtině, kurdštině, tatarštině, krymské tatarštině, ázerbájdžánštině, gagauzštině, tádžičtině, turkmenštině a v jedné z abeced votštiny. Znak je složen z písmene S a cedilly. Znak je někdy zaměňován s písmenem Ș (používanému v rumunštině), které má místo cedilly čárku pod písmenem.
Ve votštině, turečtině a turkmenštině se vyslovuje jako neznělá postalveolární frikativa [ʃ]. Jeho variantou v ostatních pravopisech votštiny je š.
V Unicode mají písmena Ş a ş tyto kódy:
- Ş: U+015E
- ş: U+015F